# Värestorp
Värestorp är en före detta småort i Hjärsås distrikt i Östra Göinge kommun i Skåne län.

## Befolkningsutveckling
| Befolkningsutvecklingen i Värestorp 1990–2010 | Befolkningsutvecklingen i Värestorp 1990–2010 | Befolkningsutvecklingen i Värestorp 1990–2010 | Befolkningsutvecklingen i Värestorp 1990–2010 | Befolkningsutvecklingen i Värestorp 1990–2010 |
| --------------------------------------------- | --------------------------------------------- | --------------------------------------------- | --------------------------------------------- | --------------------------------------------- |
|                                               |                                               |                                               |                                               |                                               |
| År                                            |                                               |                                               | Folkmängd                                     | Areal (ha)                                    |
| 1990                                          | 1990                                          |                                               | 71                                            | 17#                                           |
| 1995                                          | 1995                                          |                                               | 67                                            | 17#                                           |
| 2000                                          | 2000                                          |                                               | 64                                            | 17#                                           |
| 2005                                          | 2005                                          |                                               | 57                                            | 17#                                           |
| 2010                                          | 2010                                          |                                               | 55                                            | 18#                                           |
| Anm.: Upphörde som småort 2015. # Som småort. |                                               |                                               |                                               |                                               |